# Hans von Seeckt
Johannes Friedrich Leopold von Seeckt (Schleswig, 22 de abril de 1866 - Berlín, 27 de diciembre de 1936) fue un alto oficial alemán que participó en la Primera Guerra Mundial. Fue considerado el padre del Ejército de la República de Weimar, y con el cargo de jefe de Estado Mayor ejerció de facto el control del mismo.

## Biografía

### Carrera militar
Hans von Seeckt nació en Schleswig, Schleswig-Holstein. En 1885 se alistó en el Ejército Imperial Alemán. En 1899 ya era miembro del Estado Mayor siendo tan solo teniente, permaneciendo en ese cargo durante dos décadas.
Iniciada la Primera Guerra Mundial, al ya coronel Von Seeckt se le asignó el cargo de jefe de Estado Mayor del III Cuerpo. En febrero de 1915, después de haber sido promovido a mayor general, fue nombrado jefe de Estado Mayor del XI Ejército, que era comandado por el mariscal August von Mackensen. En su puesto colaboró en la planificación de las campañas contra Serbia y Rusia, en el Frente Oriental. Después de la exitosa ofensiva de Gorlice-Tarnów, el papel que jugó el general Von Seeckt fue reconocido al otorgársele la Pour le Mérite o «Max Azul».
Luego de la ofensiva de Brusilov rusa, que reveló la relativa debilidad de las fuerzas aliadas del Imperio alemán, el general Von Seeckt fue nombrado jefe de Estado Mayor de diversos ejércitos austrohúngaros, con el objetivo de determinar su verdadero valor combativo y mejorarlo. Su obra en el ejército de Austria-Hungría fue considerada provechosa y fue enviado al ejército del Imperio otomano en diciembre de 1917 para ayudar al comandante İsmail Enver. No obstante, con los otomanos el general Von Seeckt no pudo ofrecer los resultados esperados.

### República de Weimar
Ya finalizada la guerra, en el verano de 1919, el general von Seeckt reemplazó al mariscal Paul von Hindenburg como Jefe de Estado Mayor del nuevo Ejército de la República de Weimar, la Reichswehr.
El Tratado de Versalles le impuso una difícil misión al nuevo Jefe de Estado Mayor: el ejército alemán no debía superar los cien mil efectivos, unas siete divisiones. No obstante, el general von Seeckt se encargó de hacer a las Fuerzas Armadas lo suficientemente flexibles como para incrementar abruptamente su tamaño en caso de ser necesario. La labor del general von Seeckt fue visible en la Alemania Nazi, cuando se incrementó drásticamente el número de efectivos: la gran mayoría de los cien mil miembros de la Reichswehr fueron ascendidos a oficiales casi de inmediato. A pesar de que constitucionalmente el general von Seeckt estaba subordinado al Ministro de Defensa Nacional, idealmente un civil, este mostró gran independencia en sus decisiones y en el manejo del Ejército. Durante el golpe de Kapp, en marzo de 1920, el general von Seeckt desoyó los llamamientos del presidente Friedrich Ebert y de su ministro Gustav Noske. Cuando el presidente Ebert citó al general von Seeckt y le preguntó a qué parte apoyaba el Ejército, a lo que el general respondió:

El Ejército, señor Presidente, me apoya a mí.

Como resultado de la negativa de Seeckt a defender al gobierno al que había jurado defender, el gobierno del Reich hubo de abandonar Berlín, que había sido tomado por la Marinebrigade Ehrhardt en la mañana del 13 de marzo de 1920, sin haber realizado un solo disparo. Solamente una huelga general convocada por los socialdemócratas y a la que respondieron positivamente los sindicatos logró salvar a la República de Weimar y a su gobierno socialdemócrata. A pesar de que el Ejército no había hecho nada por defender a la República, tanto los oficiales que habían participado en el golpe como los que no habían respondido a los golpistas pudieron continuar posteriormente sus carreras.
En 1922 se descubrió un plan para asesinarlo organizado por un teniente de apellido Thormann.
En 1923, el gobierno francés, molesto por la demora alemana en el pago de las indemnizaciones de guerra impuestas en el Tratado de Versalles, ocupó el Ruhr el 11 de enero de 1923, una zona industrial clave para la supervivencia de la economía alemana. Después de que la resistencia no violenta fracasara, el canciller Gustav Stresemann anunció el 26 de septiembre el reinicio de los pagos a Francia que estaban causando hiperinflación. Preparándose para lo peor por parte diversos grupos como los grupos nacionalistas, los separatistas del Rin o los extremistas de izquierdas y derechas, Stresemann declaró el estado de emergencia y el general Von Seeckt se convirtió en la máxima autoridad en Alemania. Luego de que el gobierno de Baviera, representado por Gustav von Kahr, desobedeciera el estado de emergencia decretado por el gobierno de Berlín, von Seeckt hizo reiteradas advertencias a von Kahr en contra de un golpe o revuelta. 
Ni republicanos ni monárquicos estaban satisfechos con el papel político del general von Seeckt, ya que si bien este era conservador, los monárquicos lo consideraban un obstáculo para el restablecimiento de la monarquía alemana. Hitler, en aquel momento poco conocido, tampoco estaba satisfecho con el papel del general von Seeckt y de todo el gobierno socialdemócrata. En efecto, el general von Seeckt veía en aquel momento a la República de Weimar como el único gobierno que podía prevenir una guerra civil entre monárquicos, comunistas, socialdemócratas y nacionalistas, y por lo tanto, en 1923, decidió apoyarla. Después de reprimir a los izquierdistas en Sajonia, Turingia, Hamburgo y el Ruhr, el general von Seeckt dio al gobierno nacionalista de Baviera un ultimátum para desistir de su revuelta, así como cerrar el periódico nazi Völkischer Beobachter. 
Por aquel entonces el Partido nazi era una fuerza política local desconocida fuera de Baviera, y Hitler temió por la supervivencia de los muchos movimientos nacionalistas bávaros si el Ejército lograba destruir la autonomía que hasta entonces tenía Baviera. Después de que el general von Seeckt amenazara con enviar tropas a esta región para restablecer la autoridad central, Hitler decidió actuar. Los nazis ejecutaron entonces el Putsch de Múnich, que fracasó rápidamente y que fue aplastado por la policía y las tropas prometidas por el general von Seeckt. Hitler fue arrestado y enviado a prisión, donde escribió Mi Lucha. A comienzos de 1924, el general von Seeckt devolvió al presidente Friedrich Ebert los poderes extraordinarios que había recibido durante el estado de emergencia, que lo habían convertido brevemente en un dictador militar. No obstante, el Ejército siguió siendo "un Estado dentro del Estado". El 1 de marzo terminó el período de ley marcial.
A pesar de que la Comisión Aliada de Embajadores solicitaba la renuncia del general von Seeckt desde hacía tiempo, este se vio obligado a renunciar en 1926 debido a un escándalo revelado por los comunistas. Se descubrió que el general von Seeckt había accedido a una petición personal de la princesa Cecilia para que su hijo Guillermo, hijo de Guillermo de Prusia, sirviera en el 9.º Regimiento, regimiento en el que tradicionalmente habían servido los principales miembros de la depuesta dinastía Hohenzollern. El general von Seeckt entregó personalmente su renuncia al presidente Hindenburg, quien le agradeció sus "extraordinarios servicios a la Madre Patria en la paz y en la guerra". Fue reemplazado por el teniente general Wilhelm Heye.
El general von Seeckt apoyaba la formación de una alianza con la Unión Soviética como medio para acabar con Polonia. Promovió la formación del Reichswehr negro, que implicaba el intercambio de oficiales entre los gobiernos germano y soviético para el entrenamiento e intercambio de ideas. El general von Seeckt rechazaba completamente la existencia de Polonia:

La existencia de Polonia es intolerable, incompatible con las condiciones esenciales de vida de Alemania. Polonia debe irse y se irá, como resultado de su debilidad interna y de la acción de Rusia, con nuestra ayuda.

Los deseos del general von Seeckt se cumplirían con la invasión de Polonia en 1939, cuando la Alemania nazi y la Unión Soviética invadieron el país en septiembre de 1939, dando inicio a la Segunda Guerra Mundial en Europa.

### Últimos años

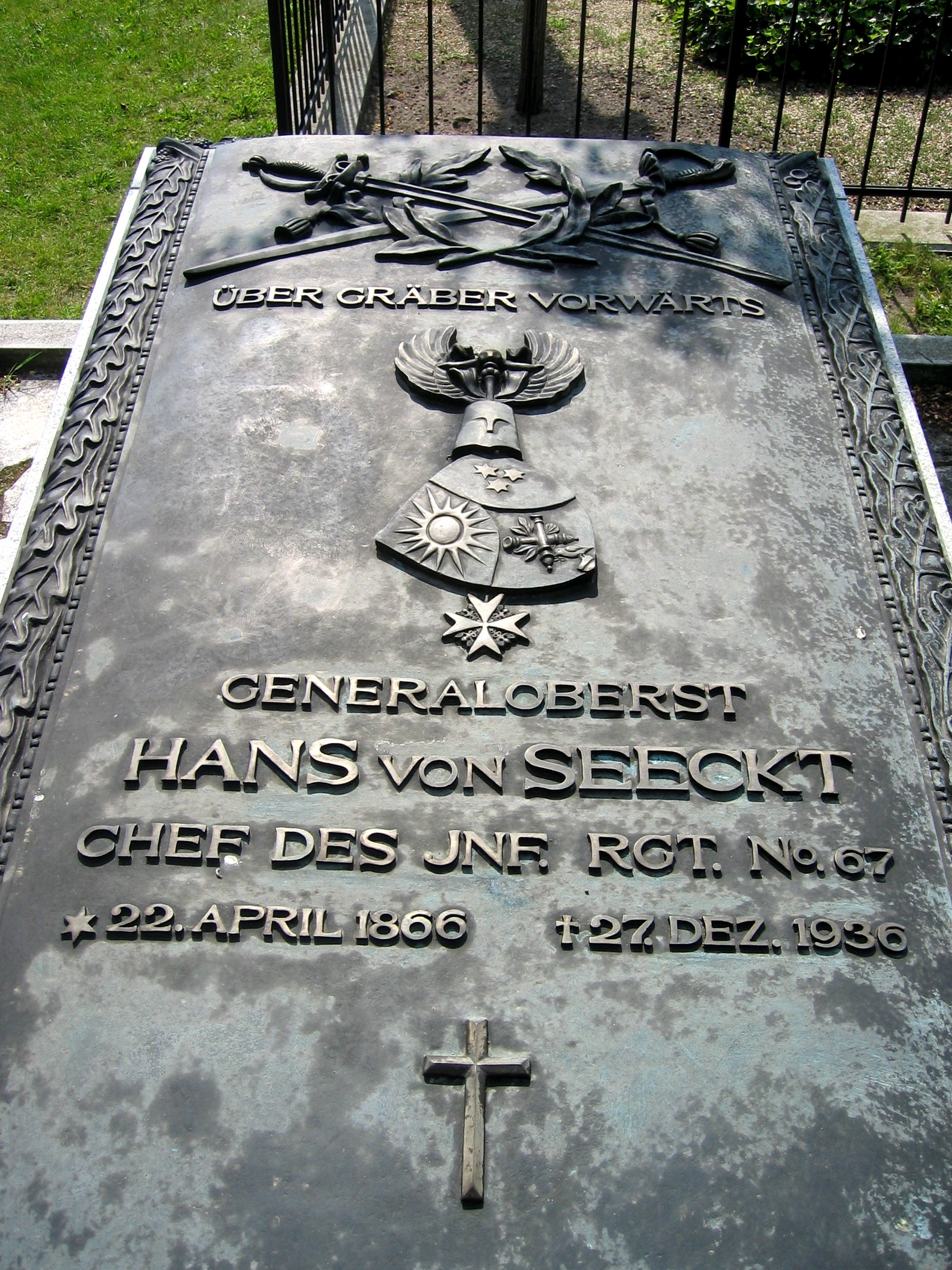
Tumba del Generaloberst Hans von Seeckt en el cementerio Invalidenfriedhof.

En 1930 aceptó la nominación del Partido Conservador Popular alemán para el Reichstag, y resultó elegido. Dos años después escribió a su hermana, instándole a votar por Adolf Hitler en las elecciones presidenciales, en lugar de Paul von Hindenburg. Continuaba siendo miembro del Reichstag cuando los nazis llegaron al poder en 1933, y para aquel entonces ya era aliado de Hitler. Fue enviado a China en 1934 para ayudar al Generalísimo Chiang Kai-shek en la construcción del Ejército Nacional Revolucionario de China.
En 1936 Hitler renombró al 67.º Regimiento de Infantería como Regimiento General von Seeckt, y lo nombró comandante honorífico. Ese mismo año falleció en Berlín.